# August Lucae
Johann Constantin August Lucae (24 agosto 1835 – Berlino, 17 marzo 1911) è stato un medico tedesco.

## Biografia
Studiò medicina a Berlino e Bonn e nel 1859 conseguì il dottorato. Si perfezionò a Londra con Joseph Toynbee (1815-1866), poi ritornò a Berlino, dove lavorò nell'istituto patologico di Virchow. Nel 1871 diventò professore associato, e nel 1874 fu nominato direttore del policlinico universitario per le malattie alle orecchie. Nel 1899 Lucae divenne professore ordinario di otologia presso l'Università di Berlino.
Lucae fece numerosi contributi nel campo dell'otologia, in particolare per i suoi studi pionieristici che riguardano la trasmissione del suono attraverso la conduzione ossea per la diagnosi di malattie alle orecchie. Introdusse anche un "otoscopio di interferenza", che determinò la relativa quantità di riflessione di entrambe le orecchie.
Il suo nome è associato a diversi strumenti utilizzati per l'otologia, tra cui la "sonda di pressione Lucae".

## Opere principali
- Die Schallleitung durch die Kopfknochen und ihre Bedeutung für die Diagnostik der Ohrenkrankheiten, Würzburg, 1870.
- Zur Entstehung und Behandlung der subjectiven Gehörsempfindungen, Berlin, 1884.